# Maria de Fátima (Sängerin, 1961)
Maria de Fátima (* 1961 in Lissabon) ist eine portugiesische Fadosängerin. Sie lebt seit mehr als 20 Jahren in Amsterdam.

## Leben und Wirken
De Fátima begann ihre Karriere als Sängerin bereits mit zwölf Jahren, als sie ihr erstes Album veröffentlichte. In den folgenden Jahren veröffentlichte sie drei weitere Alben und gewann mit 14 Jahren die Grande Noite de Fado. Als Jugendliche teilte sie die Bühne mit einigen der wichtigsten Fadosängern wie Amália Rodrigues und Camané.
2002 nahm sie, bereits in den Niederlanden lebend, das Album Foi Deus auf, das gut von der Kritik aufgenommen wurde. 2004 war sie bei der niederländischen Tournee Noite de Fado mit Hélder Moutinho and Joana Amendoeira auf der Bühne; im selben Jahr erschien ihr Album Fado vivo. In den nächsten Jahren war sie mit einer Theatershow, die dem Leben von Amália Rodrigues gewidmet war, auf Tournee, aber auch gemeinsam mit dem niederländischen Rocksänger Thé Lau.

## Diskographische Hinweise
- Miúda da Boavista
- Canta Fados Dedicados ao meu País
- Fados
- Meia Laranja
- Os Pais dos Nossos Pais[1]
- Foi Deus (2002)
- Fado Vivo (2004)
- Alma (2006)
- Memorias do Fado (2009)
- Live (2010)
- O Vento Mudou (2012)